# Provvidenza

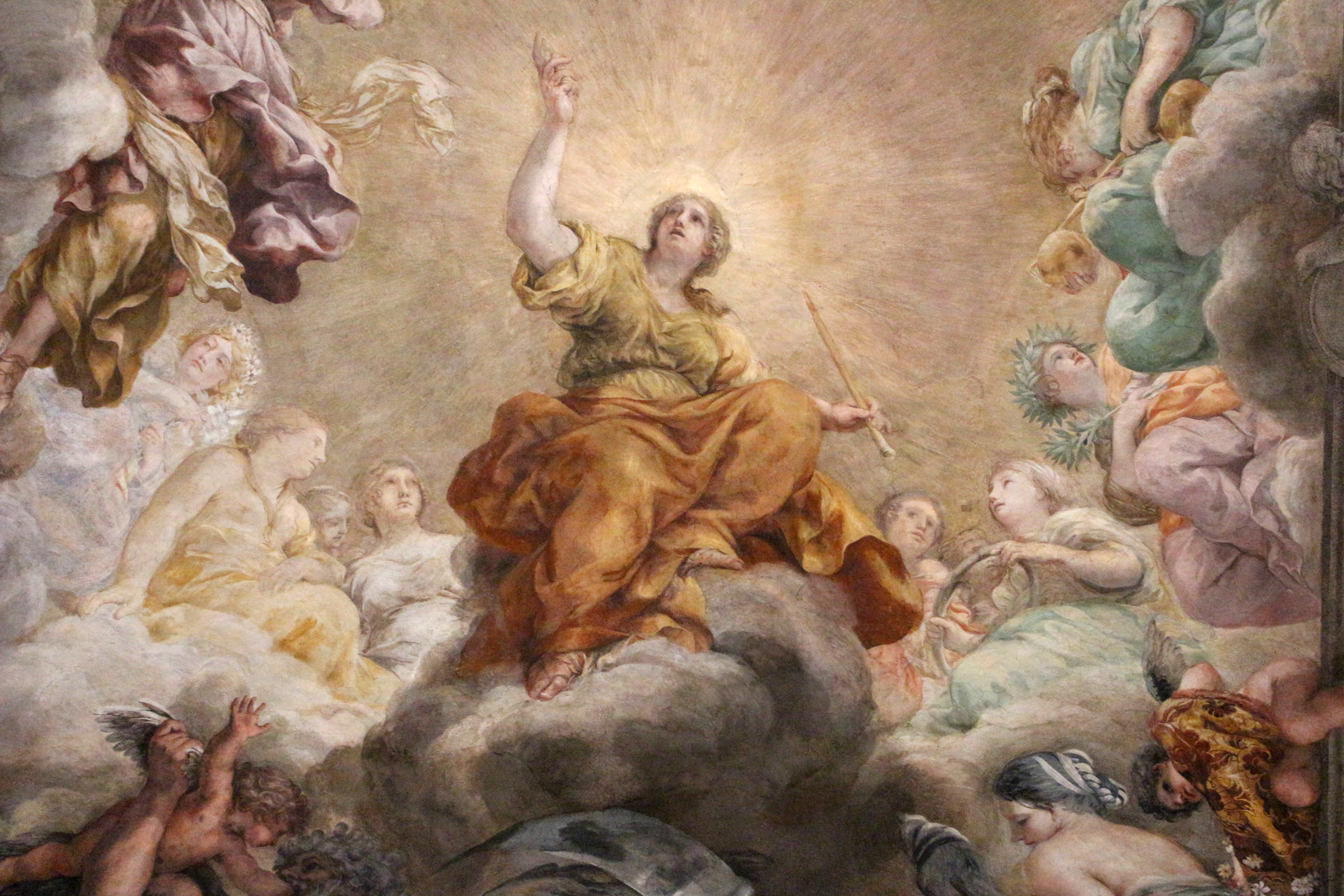
Il Trionfo della Divina Provvidenza di Pietro da Cortona

La Divina Provvidenza (in lingua greca antica πρόνοια), o semplicemente Provvidenza, è il termine teologico religioso che indica la sovranità, la sovrintendenza o l'insieme delle azioni operate da Dio in soccorso degli uomini, per aiutarli a realizzare il loro destino.

## La provvidenza nell'antichità
Già Platone, nel decimo libro delle Leggi, afferma l'esistenza della provvidenza divina.
Il tema ritorna nello stoicismo, per il quale l'ordine presente all'interno del cosmo soggiace ad un Logos, una Necessità da intendersi non in senso meccanico alla maniera degli atomisti, bensì in un'ottica finalistica. Nulla infatti avviene per caso: per gli stoici è il Fato, o il Destino, a guidare gli eventi, facendo in modo che tutto accada secondo ragione. Per questo il Logos stoico è anche Provvidenza (prònoia), in quanto predispone la realtà in base a criteri di giustizia, orientandola verso un fine prestabilito.
Nel secondo libro delle Definizioni, nei libri Intorno al Fato ed altrove, qua e là, si esprime variamente dicendo che il fato è il logos del cosmo, ovvero il logos delle cose che nel cosmo sono governate dalla provvidenza, ovvero il logos, secondo cui le cose che sono accadute, sono accadute, le cose che accadono, accadono, le cose che accadranno, accadranno. In luogo del termine "logos" adotta anche i termini "verità", "causa", "natura", "necessità", aggiungendo anche altre denominazioni, riferite da lui alla stessa essenza secondo sempre nuove intuizioni di concetti.»
(Giovanni Stobeo, Anthologium, I, 78, 18 sgg.)
Per Plotino la provvidenza è il segno dell'originarsi dall'alto degli elementi di questo mondo. Essa è il necessario adeguarsi della realtà all'Idea di cui è immagine. Il termine greco πρόνοια (prònoia) da lui utilizzato va inteso, come già nello stoicismo, non come un provvedere fattivamente a qualcosa, poiché l'intelligibile non si occupa affatto del mondo sensibile. La prònoia per Plotino è solamente "precedenza" o antecedenza del noùs o Intelletto rispetto al sensibile. Da ciò deriva che il mondo sia buono.
Plotino non ha la pretesa di spiegare il male, di giustificarlo razionalmente, come farà ad esempio Gottfried Wilhelm von Leibniz; né vuole sminuirlo, come facevano gli stoici, secondo cui tutto avviene sempre secondo ragione. Egli rigetta inoltre il finalismo antropomorfo della Bibbia, anche se nella concezione biblica (libro di Giobbe) provvidenza non significa che tutto vada sempre per il meglio.
Ma la polemica di Plotino è rivolta principalmente contro il meccanicismo, il quale attribuisce al caso la formazione dell'universo, il che è per lui un'assurdità. Se la logica del cosmo fosse accidentale, infatti, sarebbe non solo una logica insensata, ma anche estranea al suo costituirsi. Da questo punto di vista, il meccanicismo non si distingue dalla concezione finalistica di un'intelligenza che costruisca artificialmente il mondo dall'esterno, tramite un incontro meccanico di atomi.
Che questo incontro avvenga deliberatamente o per puro caso, cioè, si tratterebbe sempre di un meccanismo eterònomo (ovvero soggetto a leggi esterne, e non a una ragione interiore). Usando per influsso stoico il termine "Logos" per designare la Provvidenza, Plotino afferma piuttosto che il mondo deriva da un essere superiore che genera in maniera autonoma, «per natura» e non per uno scopo deliberato, un essere simile a sé. Gli inconvenienti del mondo sono dovuti unicamente all'inevitabile dispersione e affievolimento della luce e della bellezza originari, al pari di un raggio di sole che si allontana via via nelle tenebre. Quest'idea di provvidenza sarà poi ripresa nel Settecento da Giambattista Vico.

## Nella bibbia ebraica
Senza fare uso dello specifico termine teologico, l'Antico Testamento conosce la fiducia nella guida che Dio accorda al Suo popolo. Anzi, anche gli altri popoli possono essere usati per il compimento dei Suoi propositi (cfr. Amos 9:7; Isaia 10:5-16; Geremia 25:9; Isaia 45:1 ecc.).
Una forma particolare assume questa concezione nella letteratura apocalittica del Giudaismo (cfr. Daniele 2:; 7-8).
I Salmisti lodano il Signore che dà al Suo popolo (o ai fedeli del Suo popolo) il cibo, la protezione, e tutti i beni materiali e spirituali.
In nessun caso questi pensieri costituiscono una riflessione teorica: sono invece in rapporto alla riconoscenza e alla lode del Signore, alla fiducia in Dio che rimane fedele al Suo patto ed alla Sua Parola, all'esortazione a rimanere fedeli al patto anche da parte di Israele.

### Nuovo Testamento
Nel Nuovo Testamento il pensiero della provvidenza costituisce un corollario dell'insegnamento sull'elezione e sull'esortazione alla fiducia nel Padre celeste.
Il termine πρόνοια (prònoia) non si trova mai nel Nuovo Testamento con il significato corrente nel pensiero cristiano (cioè della cura che Dio ha per i Suoi); l'unica volta che esso si riscontra nel Nuovo Testamento è negli Atti 24:2,3: "Egli fu chiamato e Tertullo cominciò ad accusarlo, dicendo:  «Siccome per merito tuo, eccellentissimo Felice, godiamo molta pace, e per la tua previdenza sono state fatte delle riforme in favore di questa nazione, noi in tutto e per tutto lo riconosciamo con viva gratitudine [...] " si riferisce al governatore romano Felice.
Solo nei libri apocrifi (deuterocanonici per i cattolici) si trova, cfr. Sapienza 14:3; 17:2: "...ma la tua provvidenza, o Padre, la guida perché tu hai predisposto una strada anche nel mare, un sentiero sicuro anche fra le onde [...] Gli iniqui credendo di dominare il popolo santo, incatenati nelle tenebre e prigionieri di una lunga notte, chiusi nelle case, giacevano esclusi dalla provvidenza eterna".

## Nella filosofia cristiana

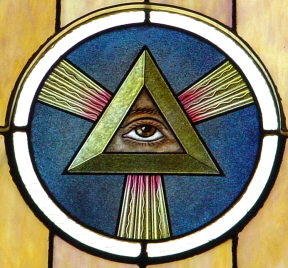
Occhio della Provvidenza

Con il Cristianesimo la Provvidenza viene concepita non più in modo impersonale, quale affermazione di eventi ineluttabili, ma come l'espressione di una Volontà divina che vive, agisce e soffre nella storia degli uomini, camminando insieme a loro.
Agostino d'Ippona, per il quale «nulla sotto l'ordinamento sublime della divina provvidenza si verifica irrazionalmente, anche se la ragione è nascosta», risente fortemente della dottrina platonica, ma la coniuga con il nuovo insegnamento evangelico: 
(Agostino, La città di Dio, libro IX, 13, 2 )
Nel libro ottavo de La città di Dio Agostino riconosce come la filosofia di Platone sia superiore a ogni altra nel mondo pagano, sebbene i suoi seguaci, pur ammettendo l'esistenza e la provvidenza della divinità, ritenevano non sufficiente l'adorazione di un unico Dio, scambiando per dèi quelli che erano in realtà angeli e demoni.
Una tipica definizione è quella di Giovanni Damasceno, in Esposizione della fede ortodossa, 2,29: "La provvidenza consiste nella cura esercitata da Dio nei confronti di ciò che esiste. Essa rappresenta, inoltre, quella volontà divina grazie alla quale ogni cosa è retta da un giusto ordinamento".
In linea generale, la dottrina cristiana afferma che la Provvidenza opera anche, se non soprattutto, attraverso fatti apparentemente casuali, ma in realtà ordinati secondo i piani misteriosi di Dio, il cui scopo ultimo è il bene. Quest'ordine nascosto, tuttavia, non è in alcun modo dimostrabile secondo ragione, ma può essere riconosciuto solo tramite un atto di fede.
Tale concezione della divina provvidenza fu in seguito associata, in ambito protestante, alla teoria della predestinazione di Giovanni Calvino, che sottolineava la completa depravazione dell'uomo e l'assoluta onnipotenza della volontà di Dio: secondo Calvino, soltanto il conseguimento del merito attraverso il lavoro consente all'uomo di capire di essere, o meno, uno degli eletti predestinato alla Salvezza.
San Giuseppe Benedetto Cottolengo era particolarmente devoto alla Divina Provvidenza: egli le intitolò l'istituto di carità da lui fondato, nella convinzione che essa non avrebbe fatto mancare il necessario per sostenerne l'opera. Il Cottolengo affermò che per lui l'esistenza della Divina Provvidenza era più certa di quella della città di Torino.
Una delle figure contemporanee del cristianesimo che fa del concetto di Provvidenza il motore di tutta la sua azione è Madre Teresa di Calcutta (1910-1997). Il voto di povertà assoluta (nessuna suora della sua congregazione percepisce alcun compenso per il lavoro che svolge) sul quale poggia la sua opera di assistenza in tutto il mondo si basa sulla cieca fiducia nella Provvidenza. Tutt'oggi tutte le sue missioni (più di 700 sedi sparse in oltre 100 nazioni, nelle quali lavorano circa 4500 suore) vivono soltanto grazie alle offerte e alle elemosine ricevute giorno per giorno.
Dal Catechismo della Chiesa cattolica: per i cristiani Provvidenza divina "sono le disposizioni per mezzo delle quali Dio conduce con sapienza e amore tutte le creature al loro fine ultimo" (nn. 302 e 321). Le conduce rispettando il loro libero arbitrio: cioè l'onnipotenza e l'onniscienza di Dio non interferiscono con le scelte della creatura libera. Come si concili la Provvidenza divina con il libero arbitrio resta un mistero indagabile ma non penetrabile. Tale questione si ricollega al problema del male: Dio limiterebbe liberamente la sua libertà e onnipotenza per lasciare gli uomini e gli angeli liberi di agire.

### Nel Romanticismo

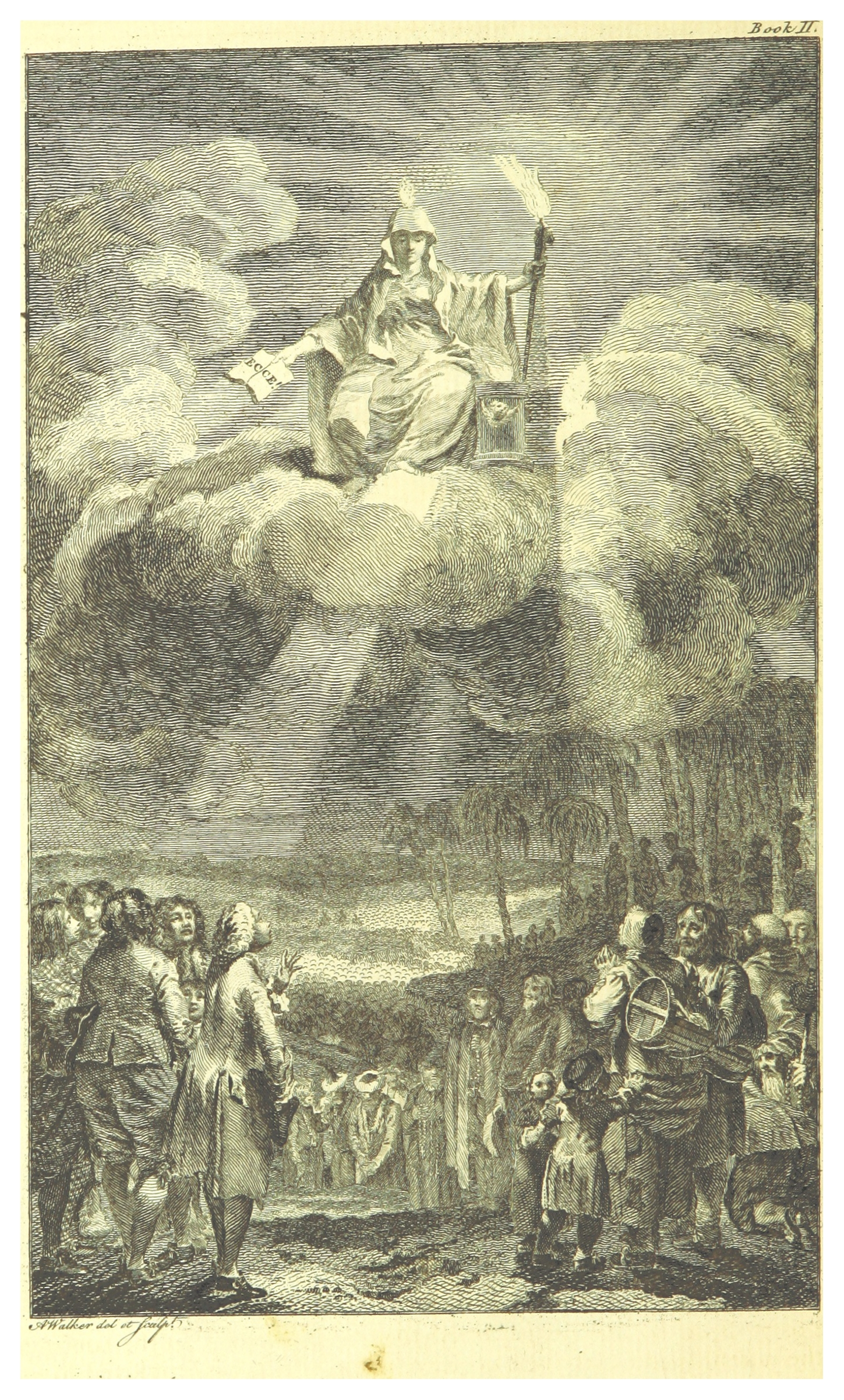
La Divina Provvidenza, incisione del 1764 che illustra l'omonimo poema allegorico di John Ogilvie.

Nella concezione romantica della storia, in contrapposizione a quella illuminista, torna in auge la fiducia in una Provvidenza attraverso cui forze divine soprannaturali guidino in maniera misteriosa i destini dell'umanità.
Si trattava di una visione non necessariamente ottimistica, dato che tale cammino non solo non escludeva la possibilità di difficoltà e sofferenze, ma spesso si serviva proprio di queste per attuare i piani imperscrutabili di Dio. Fu riscoperta così la filosofia di Giambattista Vico.
«Come vi è un Dio nella natura, vi è anche un Dio nella storia», diceva Herder: in analogia agli organismi viventi, in ogni nazione si svolgeva un processo evolutivo, espressione di una ragione superiore.
Nell'Italia romantica furono espresse concezioni simili dal filosofo tradizionalista De Maistre, che ne mitigarono il pessimismo circa la natura umana. Nei Promessi Sposi, Alessandro Manzoni ribadiva con una celebre frase che «Dio non turba mai la gioia de' suoi figli, se non per prepararne loro una più certa e più grande».

## Nell'arte

### Letteratura
Il termine non ha solo uso in campo strettamente religioso o teologico, ma è usato anche in campo letterario. La Divina Provvidenza agisce in talune opere come un vero e proprio personaggio influenzando gli eventi, essendo ritenuta infatti la vera protagonista de I promessi sposi di Manzoni.
Dal punto di vista della soluzione narrativa è possibile paragonarla al Deus ex machina del teatro greco, ma generalmente l'impatto che ha sullo sviluppo della narrazione è meno esplicito ed immediato. Secondo Gino Tellini, tuttavia, la Provvidenza all'interno dei Promessi Sposi sarebbe un concetto non metafisico ma umano, in quanto ogni singolo personaggio ne interpreta una nozione soggettiva.

### Pittura
Come spesso avvenne durante la Controriforma il concetto di Divina Provvidenza crebbe d'importanza al punto da essere raffigurato come protagonista di scene grandiose quali il Trionfo della Divina Provvidenza nel soffitto del salone di palazzo Barberini da Pietro da Cortona nel 1633-39.
Vi è poi l'occhio della Provvidenza, simbolo che rappresenta l'occhio onnisciente di Dio che veglia su tutta l'umanità, spesso circondato da raggi di luce e inscritto in un triangolo, antico retaggio dell'Occhio di Horus.